# Determinismo medioambiental

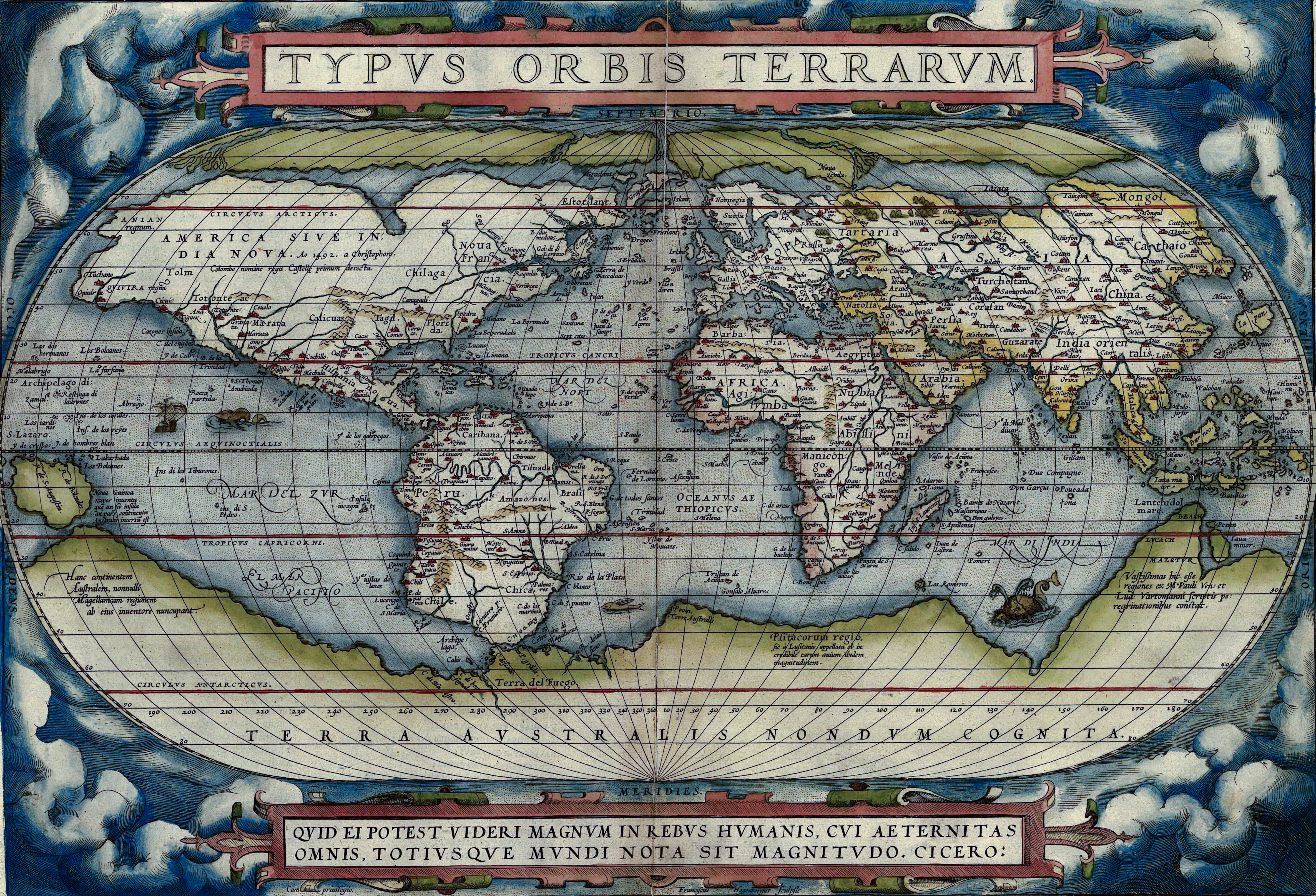
Mapa Mundial de Ortelius, 1570

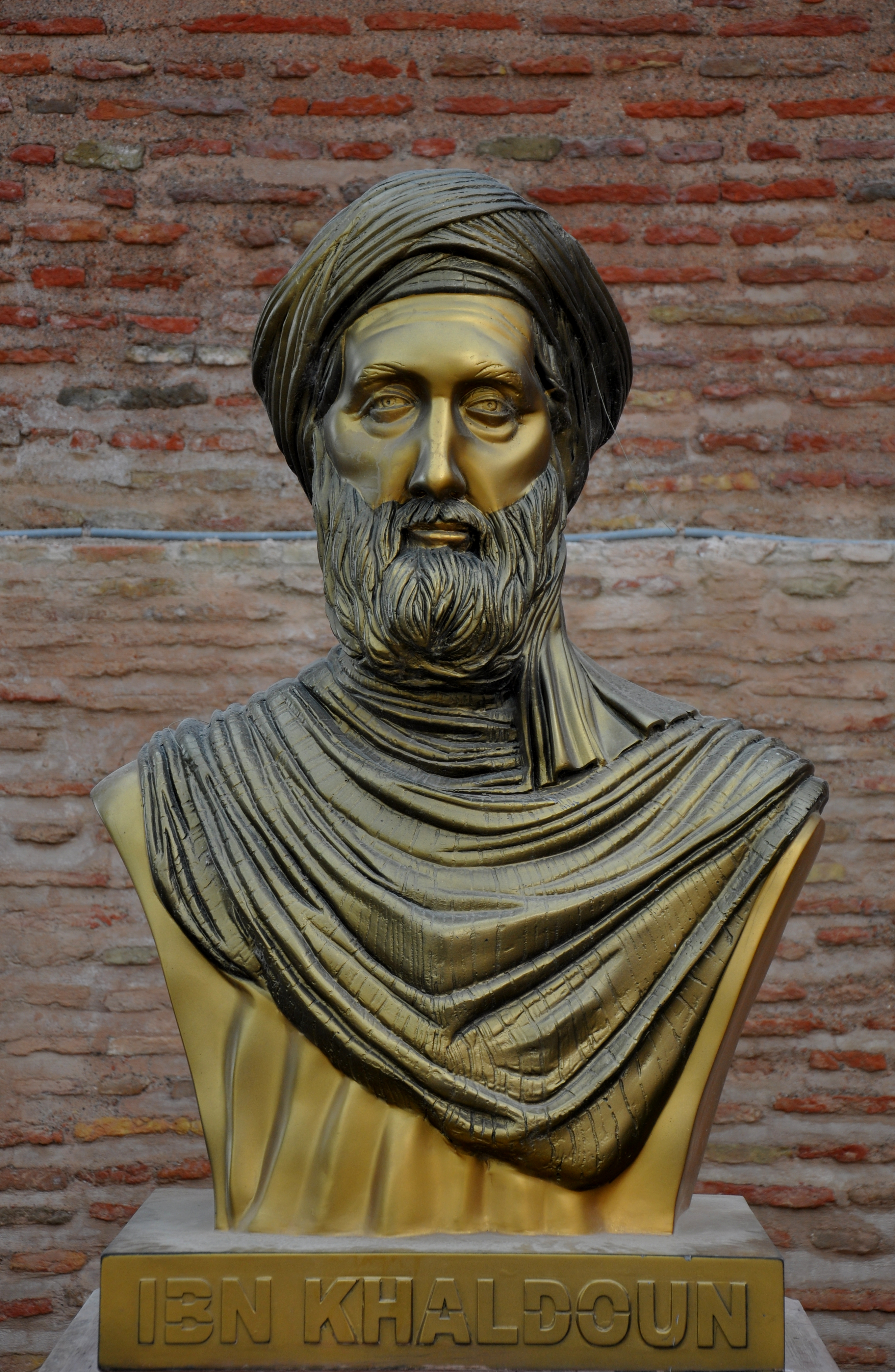
Busto de Ibn Jaldún en la alcazaba de Bugía, Argelia

El determinismo medioambiental (también conocido como determinismo climático o determinismo geográfico) es el estudio de cómo el entorno físico influye en las sociedades y los estados en particular en sus trayectorias de desarrollo. Los enfoques decimonónicos sostenían que el clima y el suelo determinan en gran medida la actividad humana y la psicología, y se asociaron con el racismo institucionalizado y la eugenesia. Muchos estudiosos subrayan que este enfoque admite el colonialismo y el eurocentrismo, y devalua el desarrollo humano en las sociedades no-occidentales. Jared Diamond, Jeffrey Herbst, Ian Morris, y otros científicos sociales provocaron un renacimiento de la teoría a finales del siglo XX y principios del XXI . Esta escuela de pensamiento analiza la influencia de las fuerzas geográficas y ecológicas en la creación del estado, el desarrollo económico, y de las instituciones. La más importante obra en lengua latina sobre el tema del determinismo geográfico es la tesis de doctorado de CARVALHO JUNIOR, Ilton Jardim, "Dos mitos acerca do determinismo climático/ ambiental na história do pensamento geográfico e dos equívocos de sua crítica: reflexões metodológicas, teórico-epistemológicas, semântico-conceituais e filosóficas como prolegômenos ao estudo da relação sociedade-natureza pelo prisma da idéia das influências ambientais" Tese (Doutorado em Geografia Física) – Faculdade de Filosofia, Letras e Ciências Humanas, Universidade de São Paulo, São Paulo, 2011. 677 f. En esta tesis hay una compilación de alrededor de 500 obras relacionadas al tema, abarcando el largo período desde la antigüedad clásica hasta el siglo XX. Esta obra propone una superación de mitos y equívocos construidos por los críticos al determinismo geográfico y presenta una metodología de estudio para el entendimiento de la relación sociedad-naturaleza.

## Historia de la teoría

### Períodos clásicos, medievales y de la ilustración
Las primeras teorías del determinismo ambiental en la antigua China, la antigua Grecia y la antigua Roma sugerían que las características ambientales determinaban por completo las cualidades físicas e intelectuales de sociedades enteras. Guan Zhong (720-645 aC), uno de los primeros cancilleres en China, sostuvo que las cualidades de los principales ríos formaban el carácter de los pueblos circundantes. Los rápidos y tortuosos ríos hacían a las personas "codiciosas, groseras y belicosas". El filósofo griego antiguo Hipócrates escribió una opinión similar en su tratado "Aires, Aguas, Lugares".
Los escritores del Medio Oriente medieval también produjeron teorías sobre el determinismo ambiental. El escritor afroárabe Al-Jahiz argumentó que el color de la piel de las personas y el ganado estaba determinado por el agua, el suelo y el calor de sus ambientes. Comparó el color del basalto negro en el norte de Najd con el color de la piel de las personas que viven allí para apoyar su teoría.
Ibn Jaldún, el sociólogo y polímata árabe, relacionó de manera similar el color de la piel con los factores ambientales. En su Muqaddimah (1377), escribió que la piel negra se debía al clima cálido del África subsahariana y no al linaje africano. Por lo tanto, desafió las teorías Hamíticas de raza que sostenían que los hijos de Ham (hijo de Noé) fueron maldecidos con piel negra.
Ibn Jaldún creía que el entorno físico influía en los factores no físicos además del color de la piel. Sostuvo que el suelo, el clima y la comida determinaban si las personas eran nómadas o sedentarias, y qué costumbres y ceremonias tenían. Sus escritos pueden haber influido en los últimos escritos de Montesquieu durante el siglo XVIII a través del viajero Jean Chardin, que viajó a Persia y describió teorías que se asemejan a las de Ibn Jaldún.

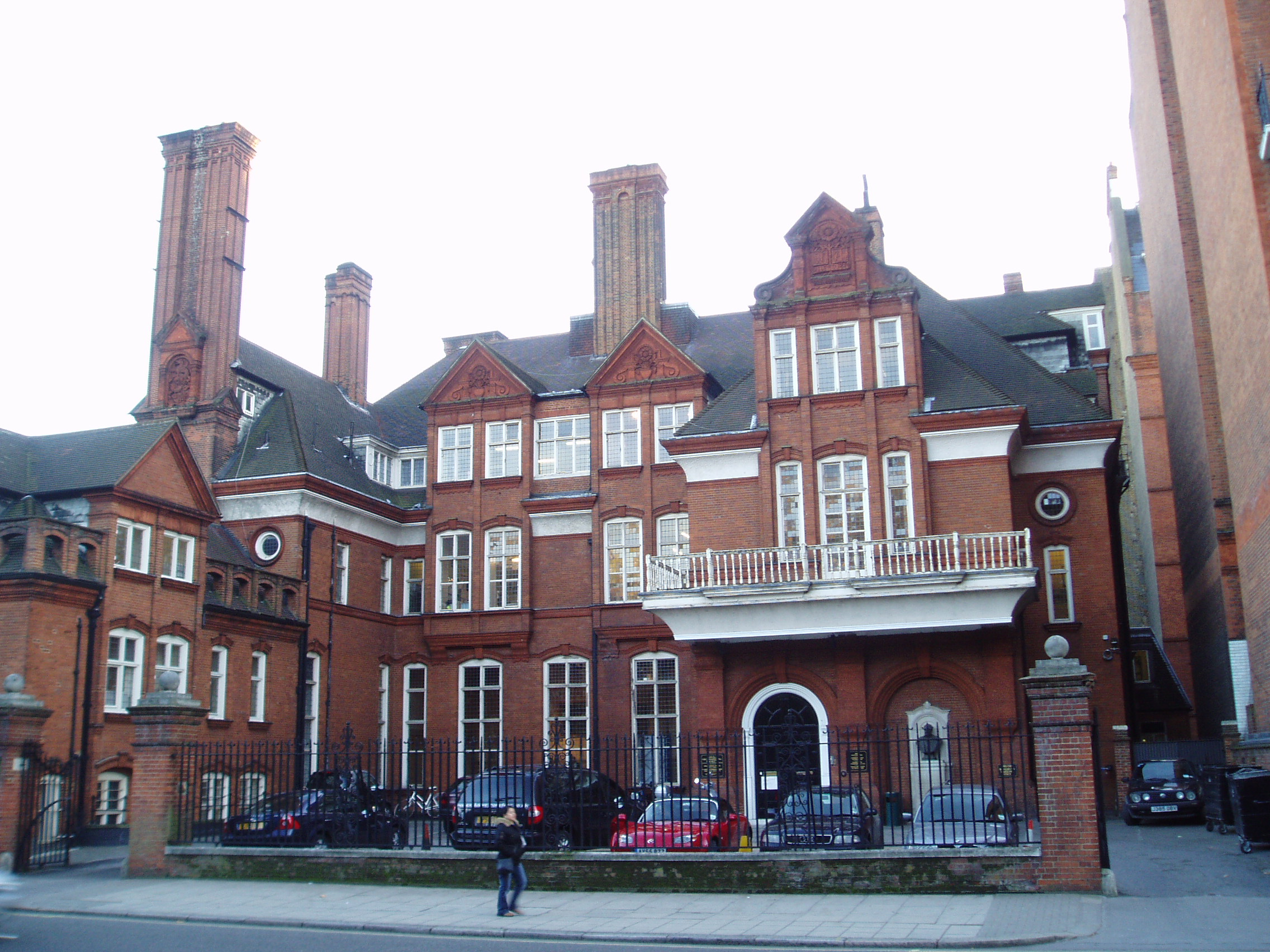
Sede de la Royal Geographical Society, Kensington

### Período colonial occidental delsigloXIX
Muchos escritores, incluido Thomas Jefferson, apoyaron y legitimaron la colonización africana argumentando que los climas tropicales hacían que los pueblos no fueran civilizados. Jefferson argumentó que los climas tropicales fomentaban la pereza, las actitudes relajadas, la promiscuidad y, en general, las sociedades degenerativas, mientras que la variabilidad frecuente en el clima de las latitudes medias y septentrionales conducía a una ética laboral más fuerte y sociedades civilizadas.

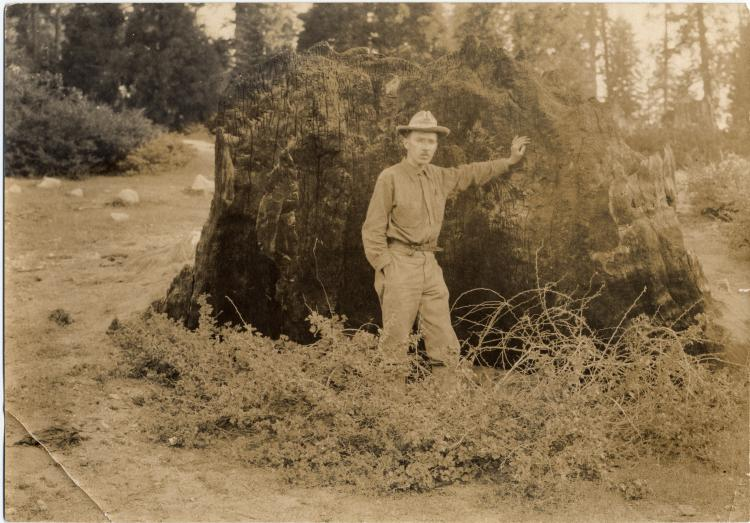
Ellsworth Huntington. Mill Spring, California. 1911

Sociedades geográficas como la Royal Geographical Society y la Société de géographie financiaron exploradores. Las sociedades científicas actuaron de manera similar. Las sociedades de aclimatación apoyaban directamente a las empresas coloniales y disfrutaban de sus beneficios. Los escritos de Lamarck proporcionaron el respaldo teórico para las doctrinas de aclimatación. La Société Zoologique d'Acclimatation fue en gran parte fundada por Isidore Geoffroy Saint-Hilaire, hijo de Étienne Geoffroy Saint-Hilaire, un colega cercano y partidario de Lamarck.
Ellen Churchill Semple, destacada académica del determinismo ambiental, aplicó sus teorías en un estudio de caso que se centró en Filipinas, donde asignó la civilización y el carácter salvaje a la topografía de las islas. Otros eruditos argumentaron que el clima y la topografía causaban rasgos de carácter específicos que aparecían en una población determinada. Los eruditos impusieron estereotipos raciales en sociedades enteras.
Muchos científicos modernos han criticado el determinismo ambiental clásico como no científico. Carl Sauer criticó las generalizaciones prematuras resultantes del sesgo en el ecologismo en 1924. Sostuvo que definir la geografía como el estudio de las influencias ambientales es suponer de antemano que tales influencias operan, y que la ciencia no puede basarse o comprometerse con preconceptos. Además, dado que el cambio evolutivo se manifiesta en períodos de tiempo muy largos, algunos argumentan que la capacidad de correlacionar adecuadamente el comportamiento humano con cualquier condición ambiental específica es, en el mejor de los casos, especulativo.
David Landes condena de manera similar lo que él llama la geografía moral no científica de Ellsworth Huntington. Sostiene que Huntington socavó la geografía como ciencia al atribuir toda actividad humana a las influencias físicas para poder clasificar las civilizaciones jerárquicamente, favoreciendo a las civilizaciones que consideraba mejores.

### Determinismo neo-ambiental delsigloXX

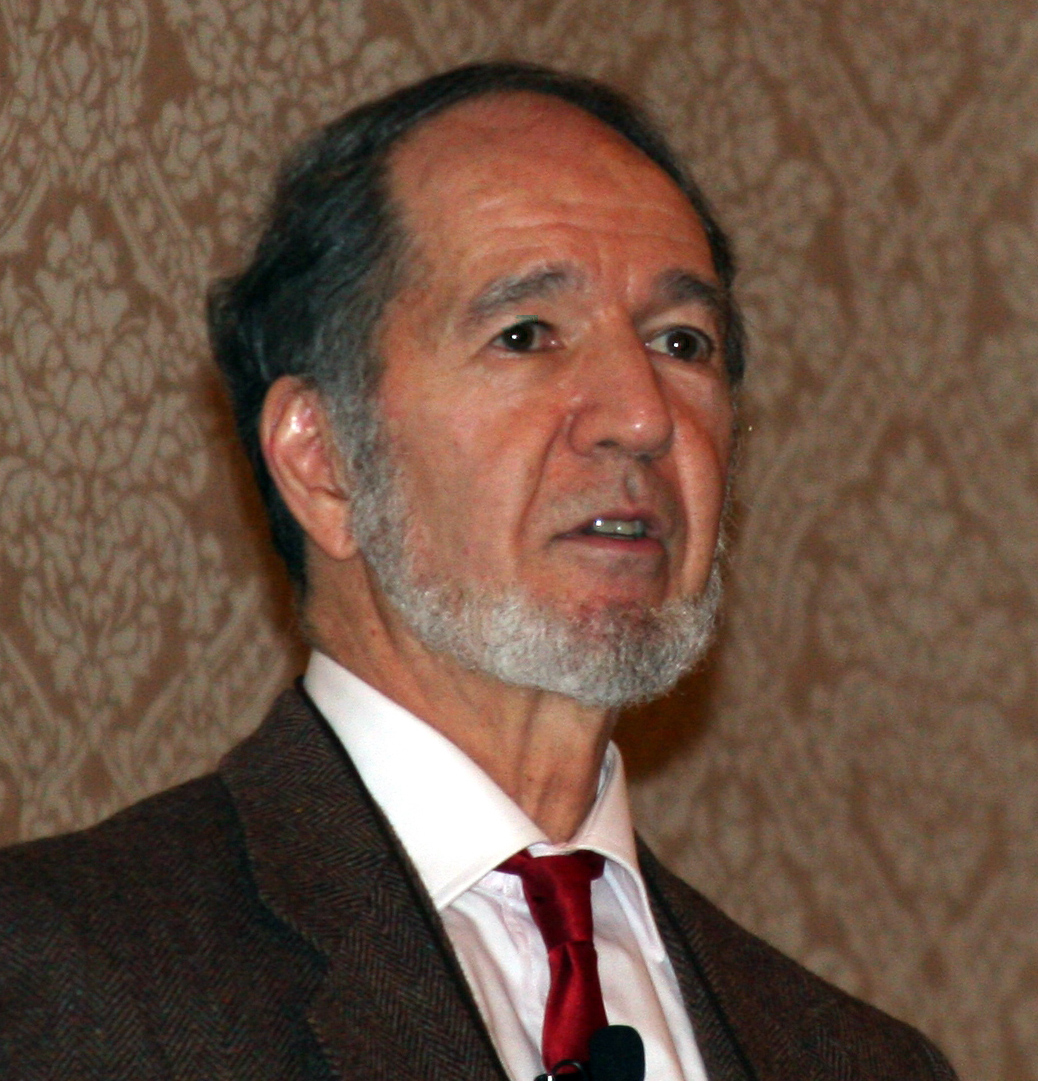
Jared Diamond

El determinismo ambiental revivió a finales del siglo XX como determinismo neo-ambiental. El nuevo término acuñado por el científico social y crítico Andrew Sluyter, sostiene que el determinismo neo-ambiental no rompe lo suficiente con sus precursores clásicos e imperiales.
El determinismo neo ambientalista examina cómo el ambiente físico predispone a las sociedades y los estados hacia trayectorias particulares de desarrollo económico y político. Explora cómo las fuerzas geográficas y ecológicas influyen en la construcción del estado, el desarrollo económico y las instituciones. También aborda los temores que rodean los efectos del cambio climático moderno.
Jared Diamond fue influyente en el resurgimiento del determinismo ambiental debido a la popularidad de su libro Armas, gérmenes y acero (Guns, Germs and Steel), que aborda los orígenes geográficos de la formación estatal antes deL 1500 d. C.
Los estudiosos del determinismo neo ambientalista debaten cuánto influye el entorno físico en las instituciones económicas y políticas. Los historiadores económicos Stanley Engerman y Kenneth Sokoloff sostienen que las dotaciones de factores afectaron en gran medida el desarrollo "institucional" en las Américas, lo que significa la tendencia a regímenes más libres (democráticos, de libre mercado) o no libres (dictatoriales, económicamente restrictivos).

Chichen Itza. Cultura maya

Por el contrario, Daron Acemoglu, Simon Johnson y James A. Robinson subrayan que los factores geográficos influyeron más en el desarrollo institucional durante la formación del estado y el colonialismo. Argumentan que las diferencias geográficas no pueden explicar las disparidades del crecimiento económico después de 1500 d. C. directamente, excepto a través de sus efectos sobre las instituciones económicas y políticas.
Los economistas Jeffrey Sachs y John Luke Gallup han examinado los impactos directos de los factores geográficos y climáticos en el desarrollo económico, especialmente el papel de la geografía en el costo del comercio y el acceso a los mercados, el entorno de la enfermedad y la productividad agrícola.
La crisis contemporánea del calentamiento global también ha impactado la investigación del determinismo ambiental. Jared Diamond dibuja similitudes entre las cambiantes condiciones climáticas que terminaron con la civilización de la Isla de Pascua y al calentamiento global en su libro Colapso: Cómo las Sociedades eligen fracasar o tener éxito. Alan Kolata, Charles Ortloff y Gerald Huag describen de manera similar el imperio de Tiwanaku y la civilización maya que se derrumba a causa de eventos climáticos como la sequía. Un científico del Observatorio de la Tierra, Lamont-Doherty en la Universidad de Columbia, escribe que el colapso social debido al cambio climático es posible en la actualidad.

## Impactos ecológicos y geográficos en la formación temprana del estado

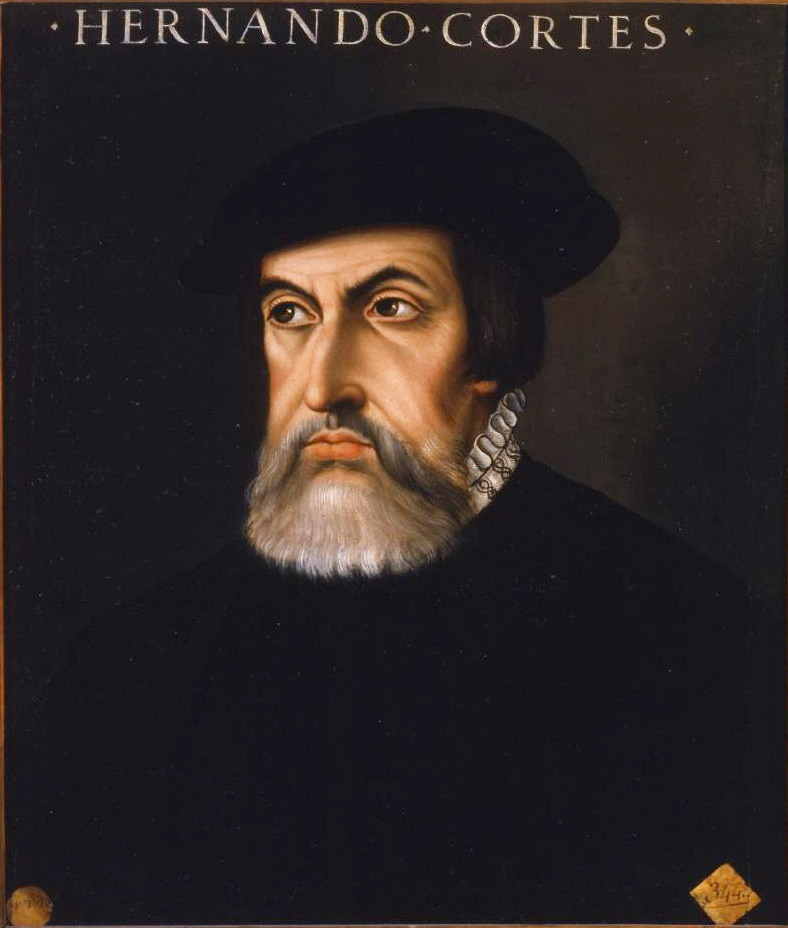
Retrato de Hernán Cortés

Artículo principal: Formación del estado

### Efectos de las dotaciones de especies, el clima y los ejes continentales antes de 1500
Artículo principal: Armas, gérmenes y acero
En las Armas, gérmenes y acero ganadora del Premio Pulitzer (1999), el autor Jared Diamond señala a la geografía como la respuesta a por qué ciertos estados pudieron crecer y desarrollarse más rápido y más fuerte que otros. Su teoría citó el entorno natural y las materias primas con las que se bendijo a una civilización como factores de éxito, en lugar de reclamos populares de siglos de superioridad racial y cultural. Diamond dice que estas dotaciones naturales comenzaron con los albores del hombre y favorecieron a las civilizaciones de Eurasia debido a su ubicación a lo largo de latitudes similares, el clima agrícola adecuado y la domesticación temprana de los animales.
Diamond argumenta que los estados tempranos ubicados a lo largo de las mismas líneas de latitud fueron especialmente adecuados para aprovechar climas similares, lo que facilita la propagación de los cultivos, el ganado y las técnicas de cultivo. Cultivos como el trigo y la cebada, eran fáciles de cultivar y fáciles de cosechar, y las regiones adecuadas para su cultivo tenían altas densidades de población y el crecimiento en las primeras ciudades. La capacidad de domesticar animales de rebaño, que no tenían ningún miedo natural a los humanos, las altas tasas de natalidad y una jerarquía innata, dio a algunas civilizaciones las ventajas de la mano de obra gratuita, los fertilizantes y los animales de guerra. La orientación este-oeste de Eurasia permitió que el capital de conocimiento se extendiera rápidamente y los sistemas de escritura para realizar un seguimiento de las técnicas agrícolas avanzadas le dieron a las personas la capacidad de almacenar y construir sobre una base de conocimiento a través de generaciones. La artesanía floreció cuando un excedente de alimentos de la agricultura permitió a algunos grupos la libertad de explorar y crear, lo que condujo al desarrollo de la metalurgia y los avances en la tecnología. Si bien la geografía adecuada ayudó a desarrollar sociedades tempranas, la gran proximidad en la que vivían los humanos y sus animales condujo a la propagación de la enfermedad en Eurasia. Durante varios siglos, la enfermedad desenfrenada diezmó a las poblaciones, pero en última instancia condujo a comunidades resistentes a las enfermedades. Diamond sugiere que estas cadenas de causalidad llevaron a que las civilizaciones europeas y asiáticas ocupen un lugar dominante en el mundo de hoy.

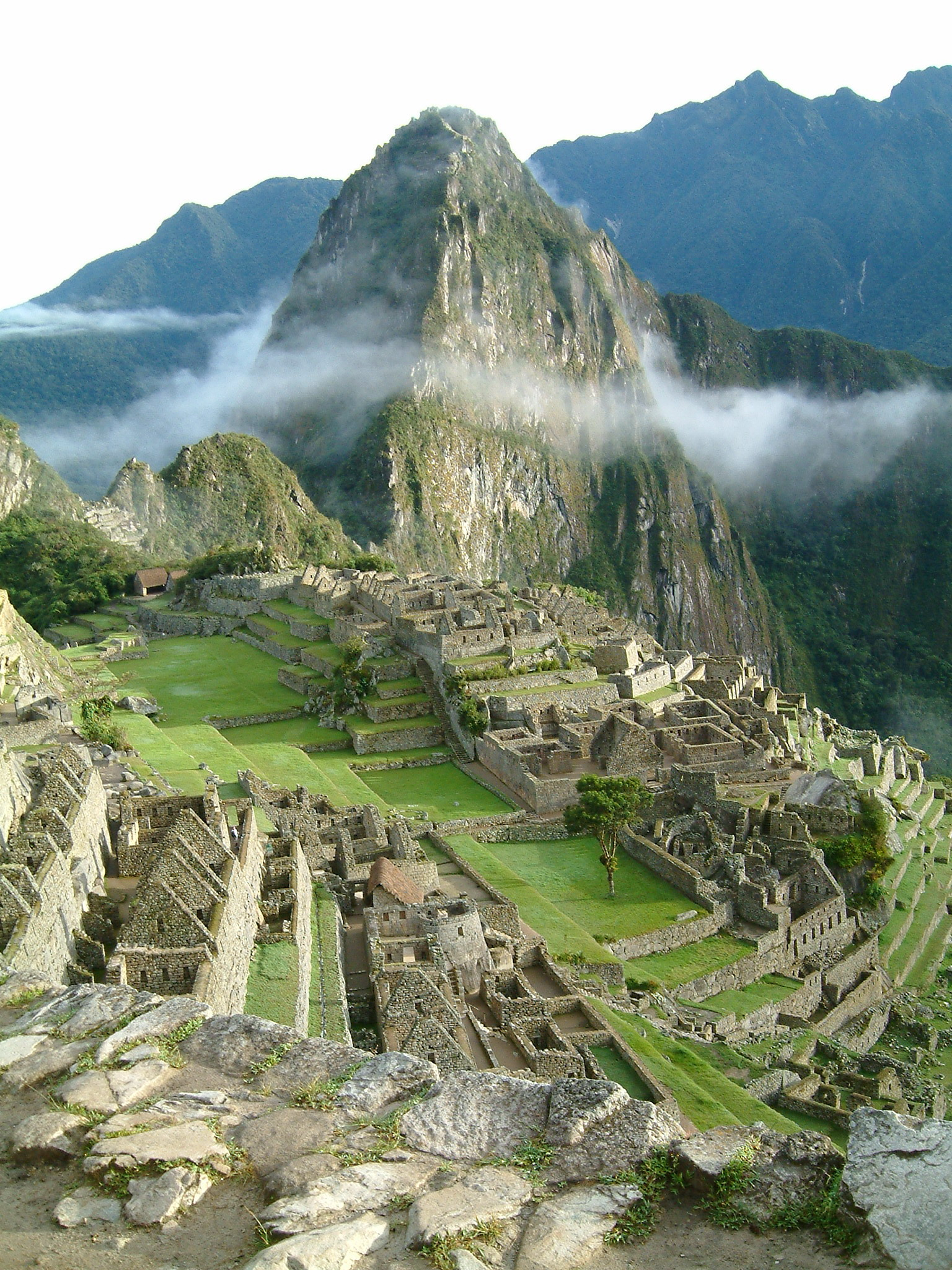
Machu Picchu. Cultura Inca

Diamond usa la conquista de las Américas como un caso de estudio para su teoría. Sostiene que los europeos aprovecharon su entorno para construir estados grandes y complejos con tecnología avanzada y armas. Los incas y otros grupos nativos no fueron tan bendecidos, sufriendo de una orientación norte-sur que impidió el flujo de bienes y conocimiento en todo el continente. Las Américas también carecían de los animales, los metales y los complejos sistemas de escritura de Eurasia, lo que les impidió lograr las protecciones militares o biológicas necesarias para luchar contra la amenaza europea.

#### Críticas a la teoría de Diamond.

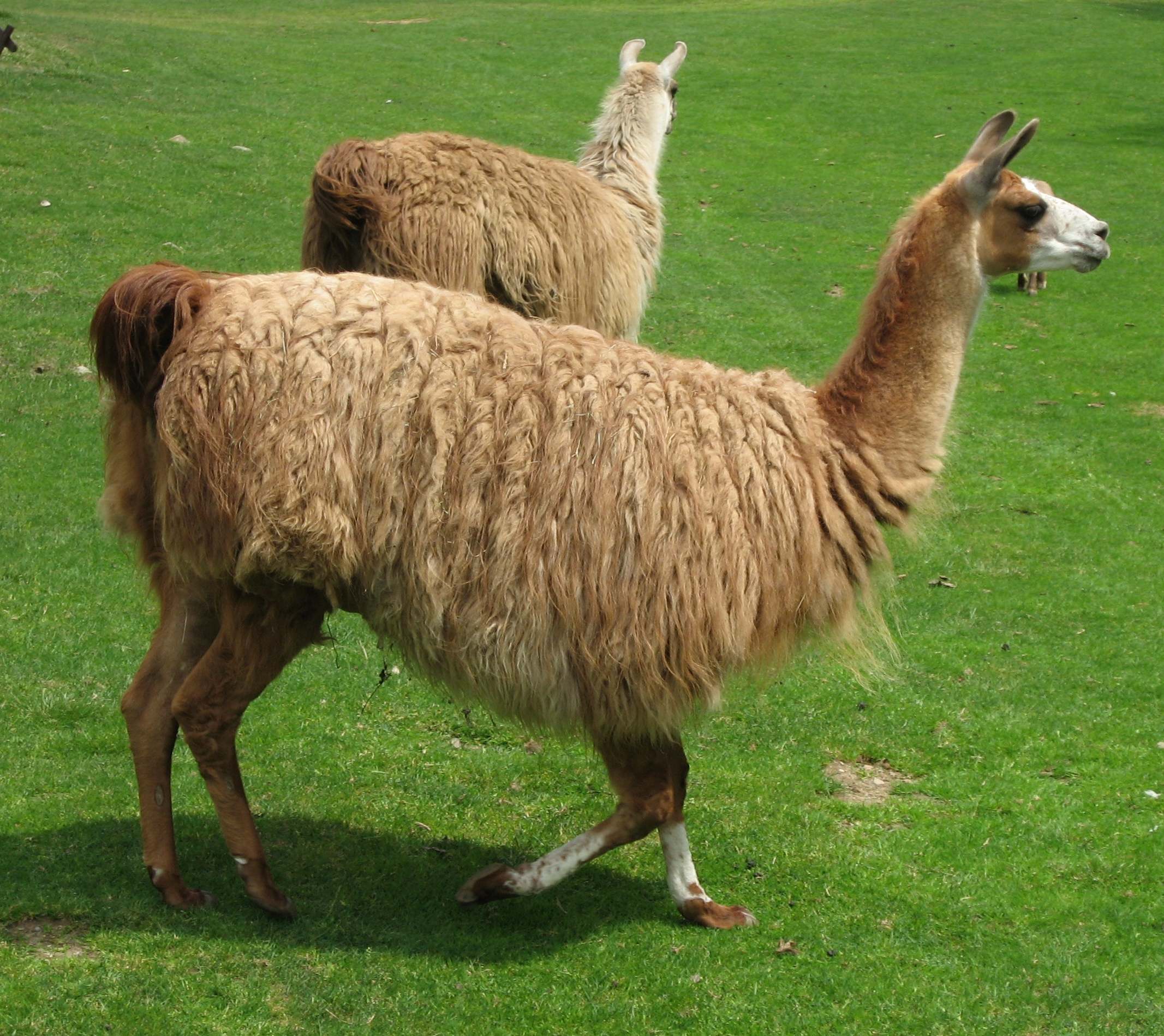
Llamas

Fue notablemente atacado por no proporcionar suficientes detalles sobre la causalidad de las variables ambientales, y por dejar brechas lógicas en el razonamiento. El antropólogo Andrew Sluyter argumentó que Diamond era tan ignorante como los racistas del siglo XIX. Sluyter desafió la teoría de Diamond ya que parecía sugerir que las condiciones ambientales conducen a la selección de genes, que luego conducen a la riqueza y el poder para ciertas civilizaciones. Sluyter también ataca el determinismo ambiental al condenarlo como un campo muy estudiado y popular basado completamente en la combinación "rápida y sucia" de las ciencias naturales y sociales.
Daron Acemoglu y James A. Robinson también criticaron la obra de Diamond en su libro Why Nations Fail. Sostienen que la teoría está desactualizada y no pueden explicar con eficacia las diferencias en el crecimiento económico después de 1500 o las razones por las cuales los estados que están geográficamente cercanos pueden exhibir grandes diferencias en la riqueza. En su lugar, favorecieron un enfoque institucional en el que el éxito o fracaso de una sociedad se basa en la fortaleza subyacente de sus instituciones.

### Llamas, chuño y el Imperio Inca
Ver también: Agricultura incaica
Carl Troll ha argumentado que el desarrollo del estado Inca en los Andes centrales fue ayudado por las condiciones que permiten la elaboración de su alimento básico, el chuño. El chuño, que puede almacenarse durante largos períodos de tiempo, está hecho de papas secas a temperaturas de congelación que son comunes durante la noche en las tierras altas del sur del Perú. Aunque otros cultivos como el maíz también pueden haber contribuido. Troll también argumentó que las llamas, el animal de carga del Inca, se pueden encontrar en su mayor número en esta misma región.
Vale la pena considerar también que la extensión máxima del Imperio Inca coincidió con la mayor distribución de alpacas y llamas. Como tercer punto, Troll señaló que la tecnología de riego fue ventajosa para la construcción del estado inca. Mientras Troll teorizaba sobre las influencias ambientales en el Imperio Inca, se oponía al determinismo ambiental argumentando que la cultura estaba en el núcleo de la civilización Inca.

## Geografía y construcción del estado africano precolonial

### Los efectos del clima y la abundancia de tierra en el desarrollo de los sistemas estatales

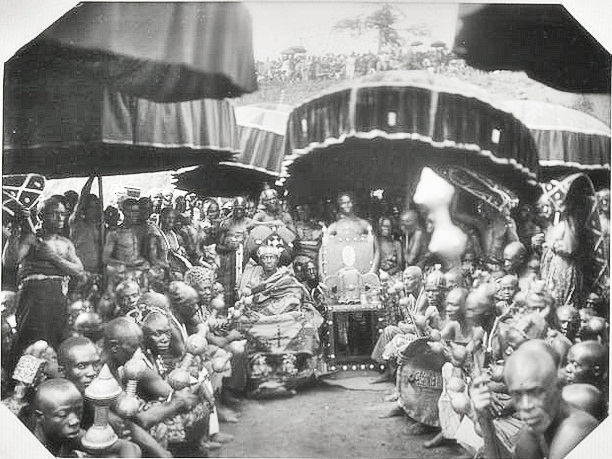
Ceremonia del Reino Ashanti en 1935

En su libro States and Power in Africa, el politólogo Jeffrey Herbst argumenta que las condiciones ambientales ayudan a explicar por qué, a diferencia de otras partes del mundo como Europa, muchas sociedades precoloniales en África no se desarrollaron en sociedades densas, sedentarias y jerárquicas con un fuerte control estatal que compitieran con los estados vecinos por las personas y el territorio.
Herbst argumenta que la experiencia europea de construcción del estado fue muy idiosincrásica porque ocurrió bajo presiones geográficas sistémicas que favorecieron las guerras de conquista: el terreno transitable, la escasez de tierra y las densidades de población alta. Enfrentados a la constante amenaza de guerra, las élites políticas enviaron a los administradores y las fuerzas armadas de los centros urbanos al interior rural para aumentar los impuestos, reclutar soldados y fortificar las zonas de amortiguamiento. En consecuencia, los Estados europeos desarrollaron instituciones sólidas y vínculos entre la capital y la periferia.
Por el contrario, los factores geográficos y climáticos en la África precolonial hicieron que el control absoluto de determinadas tierras fuera prohibitivamente costoso. Por ejemplo, debido a que los agricultores africanos dependían de la agricultura de secano y, por lo tanto, invertían poco en tierras particulares, podían huir fácilmente de los gobernantes en lugar de luchar.
Algunos de los primeros imperios africanos, como el Imperio Ashanti, proyectaron con éxito el poder sobre grandes distancias mediante la construcción de carreteras. Las mayores entidades políticas precoloniales surgieron en el cinturón de la Sabana Sudanesa de África Occidental porque los caballos y camellos podían transportar ejércitos sobre el terreno. En otras áreas, no existían organizaciones políticas centralizadas por encima del nivel de la aldea.
Los estados africanos no desarrollaron instituciones más receptivas bajo el gobierno colonial o después de la independencia. Los poderes coloniales tenían pocos incentivos para desarrollar instituciones estatales para proteger sus colonias contra la invasión, dividiendo a África en la Conferencia de Berlín. Los colonizadores en cambio se concentraron en explotar los recursos naturales y explotar el colonialismo.

### El efecto de los ambientes generadores de enfermedades

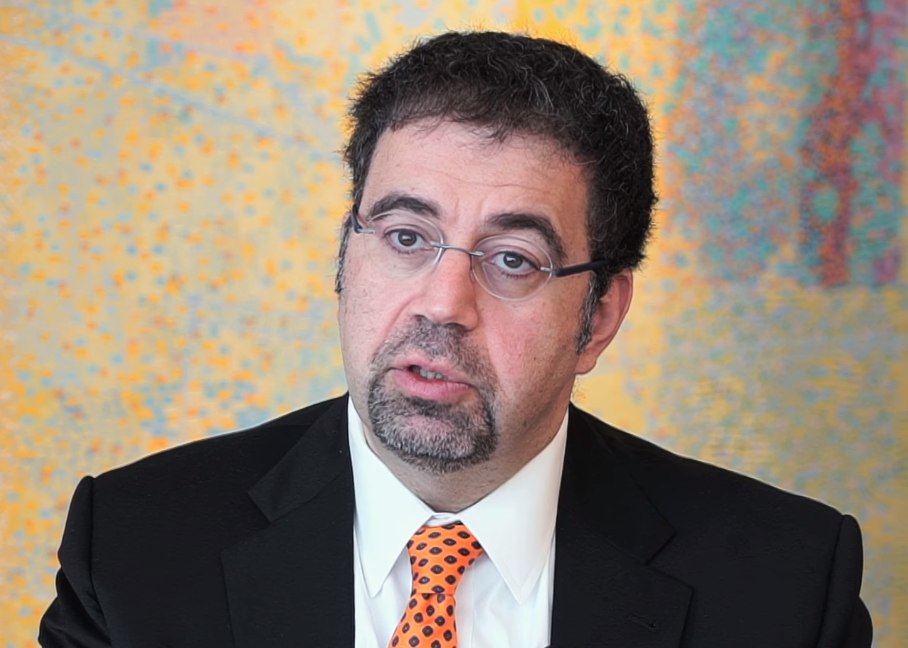
Daron Acemoglu 2016

La Dra. Marcella Alsan argumenta que la prevalencia de la mosca tsetsé obstaculizó la formación temprana del estado en África. Debido a que el virus de la mosca tsetsé era letal para las vacas y los caballos, las comunidades afectadas por el insecto no podían depender de los beneficios agrícolas proporcionados por el ganado. Se impidió a las comunidades africanas acumular excedentes agrícolas, trabajar la tierra o comer carne. Debido a que el ambiente generador de la enfermedad obstaculizó la formación de comunidades agrícolas, las primeras sociedades africanas se parecían a pequeños grupos de cazadores-recolectores y no a estados centralizados.
La disponibilidad relativa de animales de ganadería permitió a las sociedades europeas formar instituciones centralizadas, desarrollar tecnologías avanzadas y crear una red agrícola. Podrían confiar en su ganado para reducir la necesidad de mano de obra. La ganadería también disminuyó la ventaja comparativa de poseer esclavos. Las sociedades africanas se basaron en el uso de tribus rivales como mano de obra esclava, donde prevalecía la mosca, lo que impedía la cooperación social a largo plazo.
Alsan sostiene que sus hallazgos apoyan la opinión de Kenneth Sokoloff y Stanley Engerman de que las dotaciones de los factores dan forma a las instituciones del estado.

## Efectos de la geografía en los regímenes políticos

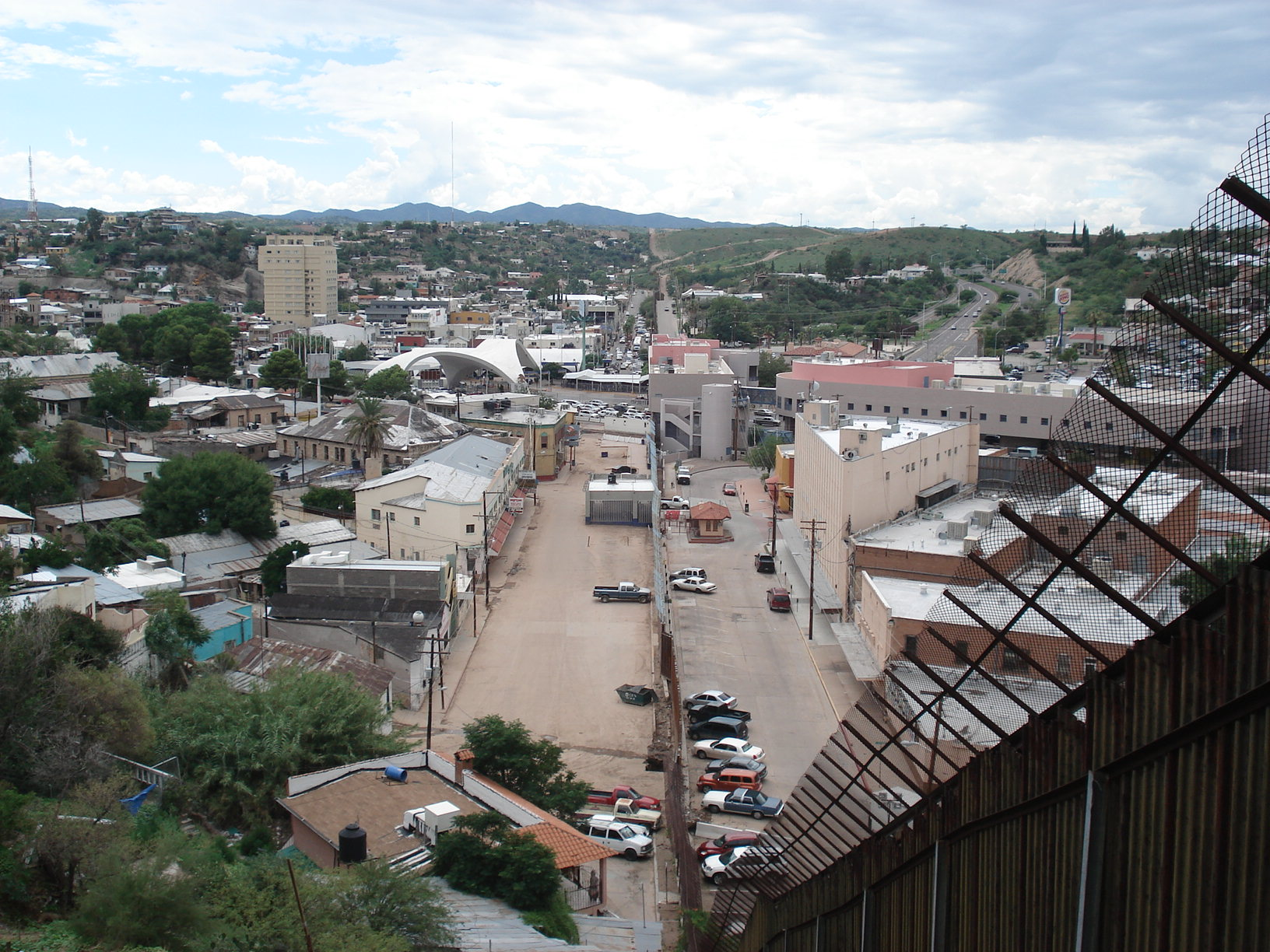
Nogales, Sonora (México) (izquierda) y Nogales, Arizona (EEUU) (derecha) divididas por la Frontera EEUU-México. Es uno de los ejemplos más utilizados en el libro Why Nations Fail para analizar la prosperidad en diferentes naciones.

Numerosos académicos han argumentado que los factores geográficos y ambientales afectan los tipos de régimen político que desarrollan las sociedades, y dan forma a los caminos hacia la democracia frente a la dictadura.

### El ambiente malsano

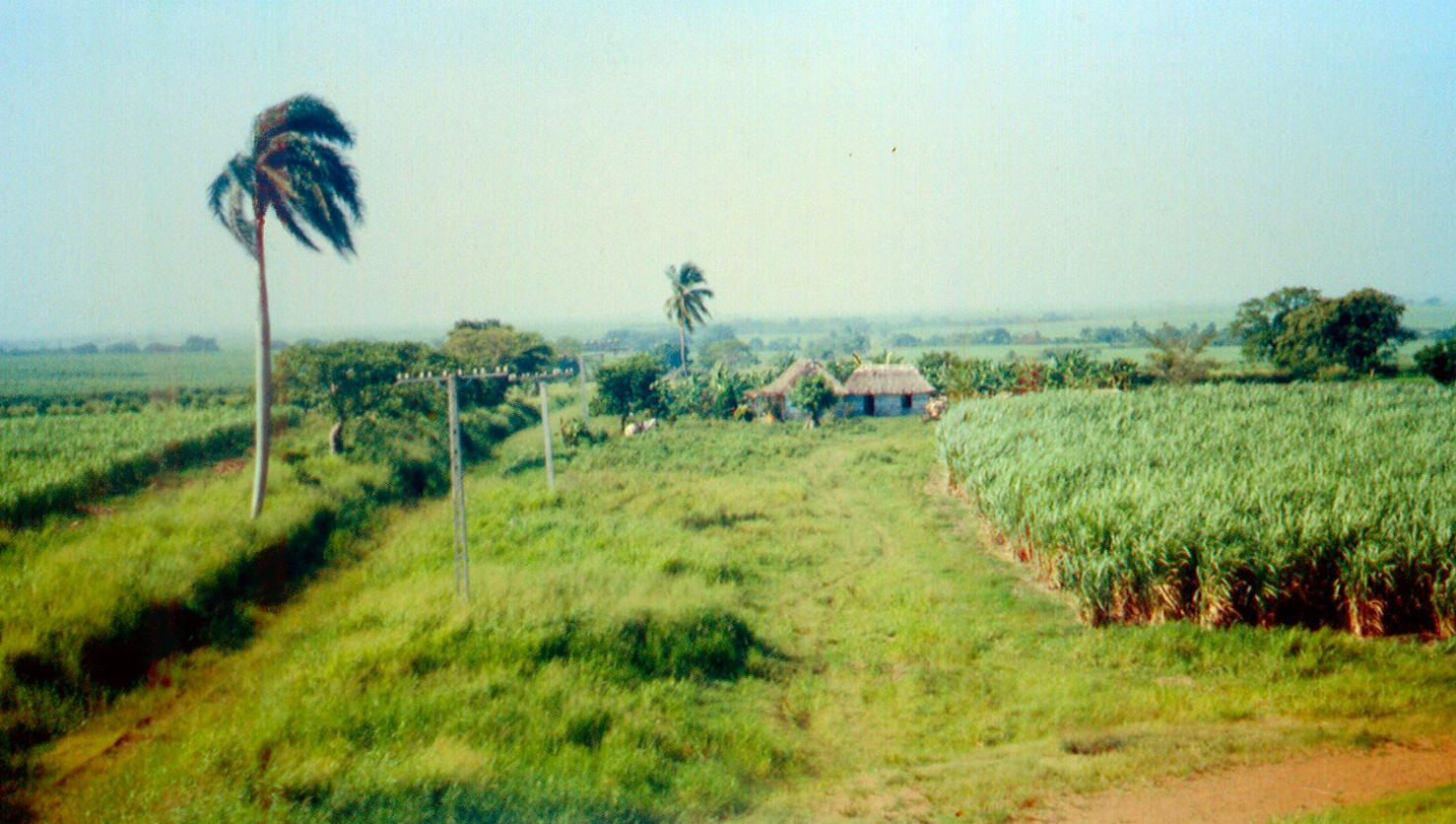
Plantación de caña de azúcar, en Cuba.

Artículo principal: Por qué fracasan los países
Daron Acemoglu, Simon Johnson y James A. Robinson han logrado notoriedad por demostrar que las enfermedades y el terreno han ayudado a moldear las tendencias hacia la democracia versus las dictaduras, y a través del crecimiento y el desarrollo económico. En su libro Why Nations Fail, así como en un artículo titulado The Colonial Origins of Comparative Development: An Empirical Investigation, los autores muestran que el ambiente colonial malsano dio forma a la tendencia de los europeos a establecerse o no en el territorio, y a desarrollar sistemas de agricultura y mercados laborales que eran libres e igualitarios o bien explotadores y desiguales. Estas elecciones de instituciones políticas y económicas, argumentan, moldearon las tendencias hacia la democracia o la dictadura durante los siglos siguientes.

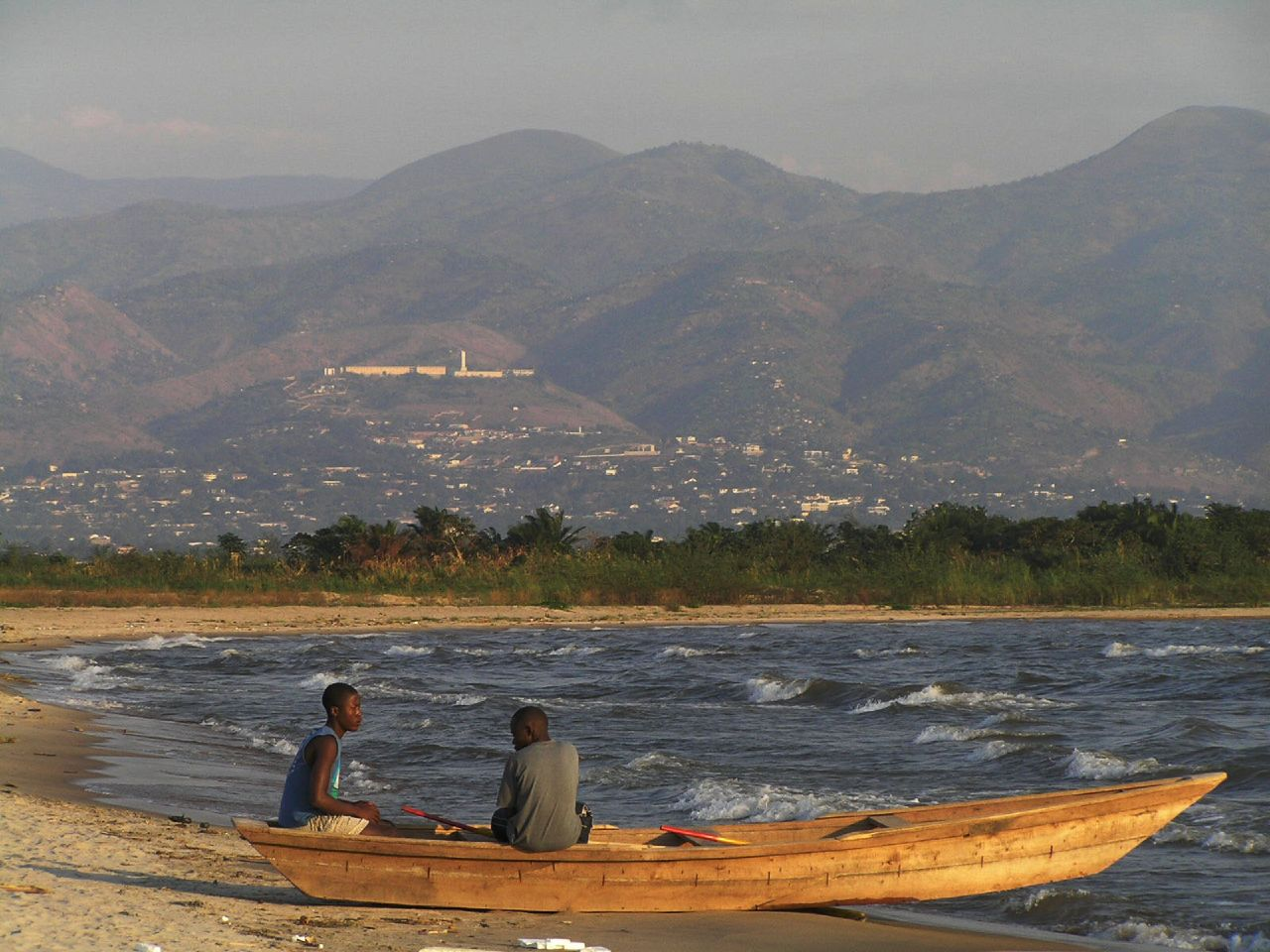
Burundi - Pescadores en el Lago Tanganica

### La dotación de factores

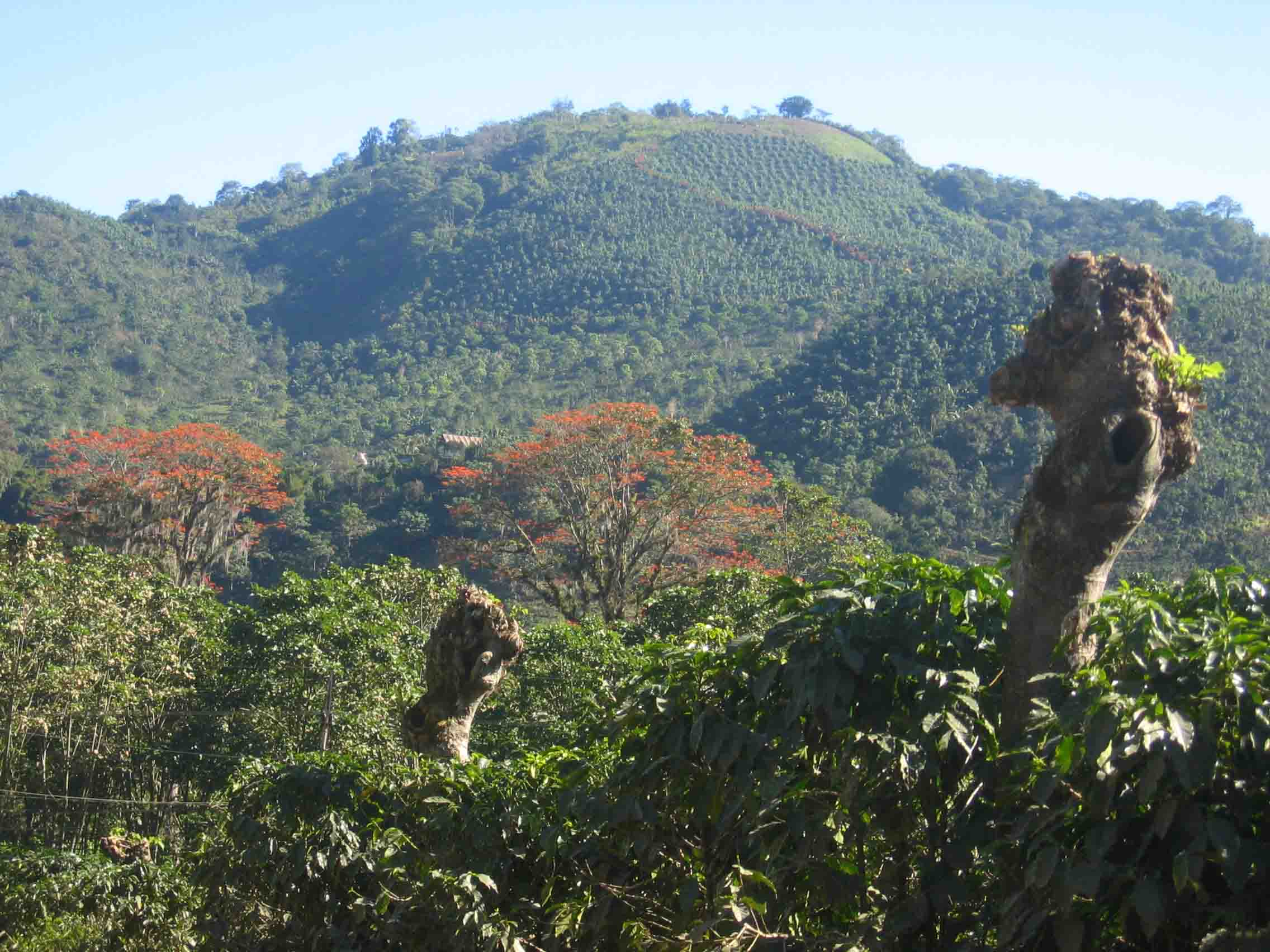
Una plantación de café en Orosí, Costa Rica.

Para entender el impacto y la creación de instituciones durante la formación del estado inicial, los historiadores económicos Stanley Engerman y Kenneth Sokoloff examinaron el desarrollo económico de las Américas durante la colonización. Descubrieron que los comienzos del éxito o el fracaso de las colonias americanas se basaban en las dotaciones de factores específicos disponibles para cada colonia. Estas dotaciones incluyen el clima, la rentabilidad del suelo, el potencial de cultivo e incluso la densidad de población nativa así como las Instituciones formadas para aprovechar estas dotaciones de factores. Aquellos que tuvieron más éxito desarrollaron la capacidad de cambiar y adaptarse a las nuevas circunstancias a lo largo del tiempo. Por ejemplo, el desarrollo de instituciones económicas, como las plantaciones, fue causado por la necesidad de una gran propiedad y mano de obra para cosechar azúcar y tabaco, mientras que las pequeñas explotaciones prosperaron en áreas donde no había economías de escala. Aunque inicialmente fueron rentables, las plantaciones también sufrieron grandes poblaciones dependientes a lo largo del tiempo, ya que los esclavos y los nativos recibieron pocos derechos, lo que limitaba la población disponible para impulsar el progreso económico y el desarrollo tecnológico en el futuro.
Las dotaciones de factores también influyeron en las instituciones políticas. Esto lo demuestra la élite propietaria de plantaciones que usa su poder para asegurar instituciones gubernamentales duraderas y aprobar leyes que conducen a la persistencia de la desigualdad social. Engerman y Sokoloff descubrieron que las pequeñas economías eran más equitativas porque desalentaban la formación de una élite y distribuían el poder político democráticamente entre la mayoría de los hombres propietarios de tierras. Estas diferencias en las instituciones políticas también fueron muy influyentes en el desarrollo de las escuelas, ya que las sociedades más equitativas exigían una población educada para tomar decisiones políticas. Con el tiempo, estas ventajas institucionales tuvieron efectos exponenciales, ya que las colonias con poblaciones educadas y libres estaban mejor preparadas para aprovechar el cambio tecnológico durante la revolución industrial, otorgando una amplia participación en el país a la floreciente economía de libre mercado.
Engerman y Sokoloff concluyen que, si bien las instituciones influyeron mucho en el éxito de cada colonia, ningún tipo de institución individual es la fuente del crecimiento económico y estatal. Otras variables como la dotación de factores, las tecnologías y la creación de derechos de propiedad son también cruciales para el desarrollo de la sociedad. Para alentar el éxito del estado, una institución debe ser adaptable y adecuada para encontrar la fuente de crecimiento más económica. Los autores también argumentan que, si bien no es el único medio para el éxito, el desarrollo institucional tiene efectos económicos y sociales duraderos sobre el estado.
Otros estudiosos prominentes cuestionan hasta qué punto las dotaciones de factores determinan las instituciones económicas y políticas.
Los economistas estadounidenses William Easterly y Ross Levine sostienen que el desarrollo económico no depende únicamente de las dotaciones geográficas, como los climas templados, los climas resistentes a las enfermedades o los suelos favorables a los cultivos comerciales. Destacan que no hay evidencia de que las dotaciones geográficas influyan en los ingresos de los países más que a través de las instituciones. Observan que los estados como Burundi son pobres, a pesar de las condiciones ambientales favorables, como la lluvia abundante y el suelo fértil, debido al daño ocasionado por el colonialismo. Otros estados como Canadá con menos dotaciones son más estables y tienen mayores ingresos per cápita.
Easterly y Levine argumentan que Diamond destaca correctamente la importancia de los gérmenes y los cultivos en el largo plazo del desarrollo tecnológico social. Encuentran que los resultados de la regresión respaldan los hallazgos de Jared Diamond y David Landes de que las dotaciones de factores influyen en el PIB per cápita. Por otro lado Easterly y Levine respaldan la opinión de que las instituciones de larga duración moldean la mayoría de los resultados del desarrollo económico. Las instituciones relevantes incluyen los derechos de propiedad privada y el estado de derecho.
Jeffrey B. Nugent y James A. Robinson desafían de manera similar a académicos como Barrington Moore que sostienen que ciertas dotaciones de factores y precondiciones agrícolas necesariamente conducen a organizaciones políticas y económicas particulares. Nugent y Robinson muestran que las economías del café en América del Sur persiguieron caminos radicalmente diferentes de desarrollo político y económico durante el siglo XIX.
Algunos estados cafetaleros, como Costa Rica y Colombia, aprobaron leyes como la Ley de asentamientos rurales de 1862. Favorecieron a los pequeños propietarios, celebraron elecciones, mantuvieron pequeños ejércitos y lucharon en menos guerras. Los arreglos de pequeños propietarios provocaron una inversión generalizada del gobierno en educación. Otros estados como El Salvador y Guatemala produjeron café en las plantaciones, donde las personas estaban más privadas de sus derechos. El que un estado se convirtiera en fuente de pequeños productores o estado de plantaciones no dependía de la dotación de factores, sino de las normas establecidas durante el colonialismo: normas legales que determinaban el acceso a la tierra, los antecedentes de las élites gobernantes y el grado de competencia política permitida. De este modo, Nugent y Robinson concluyen que las dotaciones de factores por sí solas no determinan las instituciones económicas o políticas.

## Efectos directos de la geografía en el desarrollo económico

### Efectos del territorio en el comercio y la productividad
Los historiadores también han observado que las densidades de población parecen concentrarse en las costas y que los estados con costas grandes se benefician de mayores ingresos promedio en comparación con los países sin litoral. La vida en la costa ha demostrado ser ventajosa durante siglos, ya que las civilizaciones dependían de la costa y las vías fluviales para el comercio, el riego y como fuente de alimentos. Por el contrario, los países sin costas o vías navegables a menudo están menos urbanizados y tienen menos potencial de crecimiento debido al lento movimiento del conocimiento, los avances tecnológicos y la gente. También tienen que depender del costoso y prolongado comercio terrestre, que generalmente resulta en la falta de acceso a los mercados regionales e internacionales, lo que dificulta aún más el crecimiento. Además, las ubicaciones interiores tienden a tener menores densidades de población y niveles de productividad laboral. Sin embargo, los factores que incluyen el suelo fértil, los ríos cercanos y los sistemas ecológicos adecuados para el cultivo de arroz o trigo pueden dar paso a densas poblaciones en el interior.
Nathan Nunn y Diego Puga señalan que aunque el terreno escarpado suele dificultar la agricultura, impide los viajes y limita el crecimiento social, los primeros estados africanos utilizaron el terreno hostil en su beneficio. Los autores utilizaron un índice de escarpadura del terreno para cuantificar la heterogeneidad topográfica en varias regiones de África, al tiempo que controlaban variables tales como la disponibilidad de diamantes y la fertilidad del suelo. Los resultados sugieren que, históricamente, la escarpadura está fuertemente correlacionada con la disminución de los niveles de ingresos en todo el mundo y ha tenido un impacto negativo en el crecimiento del estado a lo largo del tiempo. Señalan que el terreno hostil limitaba el flujo de bienes comerciales y disminuía la disponibilidad de cultivos, al tiempo que aislaba a las comunidades del desarrollo del capital de conocimiento. Sin embargo, el estudio también demostró que el terreno tuvo efectos positivos en algunas comunidades africanas al protegerlas de la trata de esclavos. Las comunidades que estaban ubicadas en áreas con características resistentes podrían esconderse exitosamente de los traficantes de esclavos y proteger sus hogares de la destrucción. El estudio encontró que en estas áreas la topografía accidentada produjo beneficios económicos a largo plazo y ayudó a la formación del estado poscolonial.

### Efectos del clima en la productividad
Los impactos que el clima y la navegabilidad del agua tienen sobre el crecimiento económico y el PBI per cápita fueron estudiados por notables académicos como Paul Krugman, Jared Diamond y Jeffrey Sachs. Mediante el uso de variables para medir el determinismo ambiental, como el clima, la composición de la tierra, la latitud y la presencia de enfermedades infecciosas, explican las tendencias del desarrollo económico mundial a escala local, regional y mundial. Para hacerlo, miden el crecimiento económico con el PIB per cápita ajustado a la paridad del poder adquisitivo (PPA), al tiempo que toman en consideración la densidad de población y la productividad laboral.
Los historiadores económicos han encontrado que las sociedades en el Hemisferio Norte experimentan niveles de vida más altos, y que a medida que la latitud aumenta al norte o al sur del ecuador, los niveles de PIB real per cápita también aumentan. El clima está estrechamente relacionado con la producción agrícola, ya que sin condiciones climáticas ideales, la agricultura por sí sola no producirá el suministro del excedente necesario para construir y mantener las economías. Las localidades con climas tropicales cálidos a menudo sufren subdesarrollo debido a la baja fertilidad de los suelos, la transpiración excesiva de las plantas, las condiciones ecológicas que favorecen las enfermedades infecciosas y el suministro de agua no potable. Estos factores pueden causar que las zonas tropicales sufran una disminución del 30% al 50% en la productividad en relación con las zonas climáticas templadas.
Las enfermedades infecciosas tropicales que prosperan en climas ecuatoriales cálidos y húmedos causan miles de muertes cada año. También son una carga económica para la sociedad debido a los altos costos médicos y la falta de voluntad del capital extranjero para invertir en un estado enfermizo. Debido a que las enfermedades infecciosas como la malaria a menudo necesitan una ecología cálida para el crecimiento, los estados en las latitudes medias a altas están naturalmente protegidos de los efectos devastadores de la enfermedad.

### Determinismo climático y colonización
El determinismo climático, también conocido como la paradoja ecuatorial, es un aspecto de la geografía económica. De acuerdo con esta teoría, alrededor del 70% del desarrollo económico de un país puede predecirse por la distancia entre ese país y el ecuador, y que cuanto más lejos del ecuador se encuentra un país, más desarrollado tiende a ser. La teoría es el argumento central de Physioeconomics: la base para el crecimiento económico a largo plazo, de Philip M. Parker, en el que argumenta que desde que los humanos se originaron como mamíferos tropicales, aquellos que se mudaron a climas más fríos intentan restaurar su homeostasis fisiológica mediante la creación de riqueza . Esta acción incluye producir más alimentos, mejores viviendas, calefacción, ropa de abrigo, etc. Por el contrario, los humanos que permanecieron en climas más cálidos son más cómodos fisiológicamente debido a la temperatura y tienen menos incentivos para trabajar para aumentar sus niveles de comodidad. Por lo tanto, según Parker, el PIB es un producto directo de la compensación natural de los humanos a su clima.
Los geógrafos políticos han utilizado la ideología del determinismo climático para tratar de predecir y racionalizar la historia de la civilización, así como para explicar las divisiones sociales y culturales existentes o percibidas entre los pueblos. Algunos sostienen que uno de los primeros intentos de los geógrafos para definir el desarrollo de la geografía humana en todo el mundo fue relacionar el clima de un país con el desarrollo humano. Usando esta ideología, muchos geógrafos creían que podían "explicar y predecir el progreso de las sociedades humanas".
Ellsworth Huntington también viajó por Europa continental con la esperanza de comprender mejor la conexión entre el clima y el éxito del estado, publicando sus hallazgos en El pulso de Asia y profundizando en Civilization and Climate. Al igual que los geógrafos políticos, un componente crucial de su trabajo fue la creencia de que el clima de Europa noroccidental era ideal, con áreas más al norte demasiado frías y áreas más al sur demasiado cálidas, lo que daba como resultado poblaciones perezosas y relajadas. Huntington también argumentó que el clima puede conducir a la desaparición de civilizaciones incluso avanzadas a través de la sequía, la inseguridad alimentaria y los daños a la producción económica.